# 武神鳳凰
《武神鳳凰》是一部香港漫畫作品，為《武神》的延續篇，由海洋創作有限公司出版，鄭健和主編，鄧志輝繪畫。《武神鳳凰》的主角雖是鳳凰武神飛歷，但有時主線卻會落在其他角色身上，例如希望武神希望、修羅王之子月魂、希望之子天空、太陽王赤心等。

## 故事
故事講述武神時代約二十萬年後，一名來自月球，失去記憶的人飛歷流落地球的冒險故事，直至來自月球的月球四大武神之一暗獸武神鐵軍的出現，飛歷才發現原來自己亦是月球四大武神之一的鳳凰武神。因為希望武神曾前往月球一探，而與希望武神淺淺交手後便不了了之，最終決意封閉記憶，流落地球找尋希望武神欲與之一戰。
在這段地球的流浪旅程中，飛歷曾與煉戰武神、修羅王、刑無極等人決戰，並認識了明天、太陽王赤心、劉鍋、希望武神等好友。受希望武神之影響，飛歷鼓起推翻三賢人政權之決心，於是便集合地球及月球的高手及軍隊，討伐三賢人，終將三賢人擊斃，結束三賢人政權。
三賢人死去後，月球的政權落在鳳凰武神及暗獸武神的兄長銀麟武神加奧手中，地球的政權則依舊由希望武神主持。豈料加奧一直有稱霸世界之野心，於是以整個月球作賭注，向希望武神打賭，召開武神大會，月球和地球的各派出五名高手分五組對戰，勝方將得到整個世界的控制權。
而武神大會結束後，也曾經過一場短暫的和平，但帶來的卻是下一階段的故事，從希望的死、誅天的復出，慢慢步向最後的結局……

## 主要角色一覽
- 月球：
  - 三賢人－現在、過去、未來（三人一體，但卻有各自的思考能力與名字）
  - 銀麟武神－加奧（月球領導者，但實權仍在三賢人之手，直至推翻三賢人；武學-銀麟聖劍）
  - 鳳凰武神－飛歷（月球的審判者，掌管司法行刑；武學-鳳凰之拳、冥神訣）
  - 暗獸武神－鐵軍（掌管月球戰士的大將軍；；武學-紫電暗獸拳）
  - 凶雷武神－天泣（真理的守護者，保護三賢人；武學-凶刀）
  - （以上四位合稱銀月四巨神）
- 銀麟武神門下：加奧在地球所創
  - 大師兄－龍格
  - 二師兄－真禪
  - 三師兄－哲道
  - 四師兄－阿占
  - 五師弟－阿祖（繼承銀麟武神的名號，最後也獲選地球的大總統）
- 地球（亦稱大地）：主要分為三武神、五帝王
  - 希望武神－希望（煉戰的養子，也是煉戰的徒弟；武學-天空爆破拳、煉獄殺道）
    - 希望武神之徒－夜星
    - 希望武神之子－天空（與明天所生）

  - 煉戰武神－煉戰（前大地第一武神，也是本作第一個開始使用磁場能量的人；武學-煉獄殺道）
    - 尋夢（煉戰的養女，也是無限機能的創始人）

  - 誅天武神－誅天（月球上的零號改造人，曾有三重人格）
  - 太陽王－赤心（太陽國赤家三兄弟之尾，被稱為天才武者，本作最具領悟力之人；武學-無我真經）
  - 七海王－斷海（海族之王；武學-海王之拳、毀天霹靂）
    - 海族－阿西（海族的族人）

  - 修羅王－蒼魂(武學-修羅邪狼拳)
    - 修羅王之子－月魂
    - 小露（月魂的戀人）

  - 南國帝王－刑無極（煉戰的養子；武學-五極輪迴）
  - 西方聖國國王－明天
  - 惡狗坊坊主－劉鍋（真實身分為斷海的弟弟）